# Felipe Mejía
Felipe Mejía (Esmeraldas, Ecuador, 25 de febrero de 1995) es un futbolista ecuatoriano. Juega de delantero y su equipo actual es el Zamora Fútbol Club de la Primera División de Venezuela.

## Trayectoria

### Inicios
Se inició en las inferiores del El Nacional  donde pudo debutar en el primer equipo en el año 2014, luego en el 2016 con la llegada del DT Eduardo Favaro llegó a tener más oportunidades de mostrar sus cualidades y comenzó a ser un titular indiscutible por lo cual al final de temporada llegó a ser interés del subcampeón de la Copa Libertadores 2016.

### Independiente del Valle
Fue así como en 2017 fue contratado por el Independiente del Valle donde debido a la competitividad estuvo ausentes algunos partidos pero en los últimos partidos de la temporada 2017 logró marcar goles y volver al equipo titular.

## Estadísticas

### Clubes
Actualizado al último partido disputado el 25 de abril de 2025.
| Club                              | Temporada     | Liga  | Liga  | Copas nacionales | Copas nacionales | Copas internacionales | Copas internacionales | Total | Total |
| Club                              | Temporada     | Part. | Goles | Part.            | Goles            | Part.                 | Goles                 | Part. | Goles |
| --------------------------------- | ------------- | ----- | ----- | ---------------- | ---------------- | --------------------- | --------------------- | ----- | ----- |
| El Nacional · Ecuador             | 2014          | 15    | 5     | —                | —                | —                     | —                     | 15    | 5     |
| El Nacional · Ecuador             | 2015          | 6     | 0     | —                | —                | —                     | —                     | 6     | 0     |
| El Nacional · Ecuador             | 2016          | 27    | 8     | —                | —                | —                     | —                     | 27    | 8     |
| Independiente del Valle · Ecuador | 2017          | 24    | 3     | —                | —                | 3                     | 0                     | 27    | 3     |
| Independiente del Valle · Ecuador | 2018          | 24    | 5     | —                | —                | 2                     | 0                     | 26    | 5     |
| Independiente del Valle · Ecuador | Total club    | 48    | 8     | 0                | 0                | 5                     | 0                     | 53    | 8     |
| Delfín S. C. · Ecuador            | 2019          | 8     | 0     | 3                | 0                | 2                     | 0                     | 13    | 0     |
| Delfín S. C. · Ecuador            | Total club    | 8     | 0     | 3                | 0                | 2                     | 0                     | 13    | 0     |
| El Nacional · Ecuador             | 2020          | 24    | 4     | —                | —                | 2                     | 1                     | 26    | 5     |
| El Nacional · Ecuador             | Total club    | 72    | 17    | 0                | 0                | 2                     | 1                     | 74    | 18    |
| 9 de Octubre F. C. · Ecuador      | 2021          | 20    | 0     | 2                | 0                | —                     | —                     | 22    | 0     |
| C. D. Macará · Ecuador            | 2022          | 11    | 1     | 1                | 0                | —                     | —                     | 12    | 1     |
| C. D. Macará · Ecuador            | Total club    | 11    | 1     | 1                | 0                | 0                     | 0                     | 12    | 1     |
| La Unión · Ecuador                | 2023          | 20    | 12    | —                | —                | —                     | —                     | 20    | 12    |
| La Unión · Ecuador                | Total club    | 20    | 12    | 0                | 0                | 0                     | 0                     | 20    | 12    |
| 9 de Octubre F. C. · Ecuador      | 2024          | 31    | 12    | 0                | 0                | —                     | —                     | 31    | 12    |
| 9 de Octubre F. C. · Ecuador      | Total club    | 51    | 12    | 2                | 0                | 0                     | 0                     | 53    | 12    |
| Zamora F. C. · Venezuela          | 2025          | 11    | 2     | 0                | 0                | —                     | —                     | 11    | 2     |
| Zamora F. C. · Venezuela          | Total club    | 11    | 2     | 0                | 0                | 0                     | 0                     | 11    | 2     |
| Total carrera                     | Total carrera | 221   | 52    | 6                | 0                | 9                     | 1                     | 236   | 53    |
| 1. 2.                             |               |       |       |                  |                  |                       |                       |       |       |

### Participaciones internacionales
| Club                   | País                    | Resultado    |
| ---------------------- | ----------------------- | ------------ |
| Copa Libertadores 2017 | Independiente del Valle | Segunda fase |
| Copa Libertadores 2018 | Independiente del Valle | Segunda fase |

## Palmarés

### Campeonatos provinciales
| Título                        | Club     | País    | Año  |
| ----------------------------- | -------- | ------- | ---- |
| Segunda Categoría de Cotopaxi | La Unión | Ecuador | 2023 |

### Campeonatos nacionales
| Título  | Club         | País    | Año  |
| ------- | ------------ | ------- | ---- |
| Serie A | Delfín S. C. | Ecuador | 2019 |